# Aérodrome d'Inhambane
Pour les articles homonymes, voir INH.
L'aérodrome d'Inhambane est un aéroport du district de Jangamo, province d'Inhambane, au Mozambique (code IATA : INH • code OACI : FQIN).

## Situation
| Île Bazaruto Beira Chimoio Inhambane Lichinga Nacala Nampula Pemba Quélimane Tete-Chingozi Vilanculos Maputo |

## Compagnies aériennes et destinations
| Compagnies              | Destinations                               |
| ----------------------- | ------------------------------------------ |
| LAM Mozambique Airlines | Johannesbourg OR Tambo, Maputo, Vilanculos |

Édité le 04/10/2017  Actualisé le 4/11/2023